# 特拉韦斯
特拉韦斯（義大利語：Traves），是意大利都灵省的一个市镇。总面积10.75平方公里，人口562人，人口密度52.3人/平方公里（2009年）。ISTAT代码为001279。